# Jonas Shakafuswa
Jonas Shakafuswa ist ein sambischer Politiker.
Jonas Shakafuswa ist 2001 und 2006 vom Wahlkreis Katuba in der Zentralprovinz in die Nationalversammlung Sambias gewählt worden. Er gehört der United Party for National Development an und gilt im Parlament als aggressiver Debattierer, doch wird ihm vorgeworfen, seine politischen Visionen reichten gerade bis zur nächsten Wahl. Er amtiert als stellvertretender Finanz- und Planungsminister Sambias.